# Caroline Graham
Pour les articles homonymes, voir Graham.
Caroline Graham, née le 17 juillet 1931 à Nuneaton, dans le Warwickshire, est une romancière britannique, spécialisée dans le roman policier et le roman historique.

## Biographie
Après des études de ballet à Paris, elle fait son service militaire dans la marine, puis exerce divers emplois : danseuse, actrice, journaliste. Elle entreprend alors des études supérieures et détient une maîtrise en écriture théâtrale de l'Université de Birmingham. Elle écrit plusieurs scénarios pour la radio, le théâtre et la télévision. 
Elle est surtout connue en France pour sa série de romans policiers mettant en scène un inspecteur débonnaire, mais au flair imparable, l'inspecteur-chef Tom Barnaby, popularisée par la série télévisée à succès, Inspecteur Barnaby – en anglais : Midsomer Murders –, diffusée depuis 1997 (depuis 2001 en France).
Elle vit maintenant dans le Suffolk en Angleterre. 

## Œuvre

### Romans

#### SérieInspecteur Barnaby
À noter que l'ordre de publication des romans, en France, n'a pas suivi celui observé au Royaume-Uni et aux États-Unis : 1, 2, 5, 6, 4, 3, 7.
- The Killings at Badger's Drift, 1987 - Adapté pour la télévision, en 1997, dans le téléfilm Meurtres à Badger's Drift (1er épisode de la saison 1) Publié en français sous le titre Meurtres à Badger's Drift, traduit par Sílvia Sueli Milanezi, éditions Albin Michel, coll. « Spécial Police », Paris, 1990, 299 p. (ISBN 2-226-04822-7)
- Death of a Hollow Man, 1989 – Adapté pour la télévision, en 1998, sous le titre Mort d'un pantin (3e épisode de la saison 1) Publié en français sous le titre Mort d'un pantin, traduit par Thierry Sandaldjian, éditions Albin Michel, coll. « Spécial Police », Paris, 1992, 334 p. (ISBN 2-226-05714-5)
- Death in Disguise, 1992 – Adapté pour la télévision, en 1999, sous le titre Le Masque de la mort (5e épisode de la saison 1) Publié en français sous le titre Mort sous cape, traduit par Véronique David-Marescot, éditions Pygmalion, coll. « Suspense », Paris, 2004, 412 p.,  (ISBN 2-85704-914-5)
- Written in Blood[1], 1994 – Adapté pour la télévision, en 1997, sous le titre Écrit dans le sang (2e épisode de la saison 1) Publié en français sous le titre Sang bleu, traduit par Véronique David-Marescot, éditions Pygmalion, coll. « Suspense », Paris, 2003, 381 p.,  (ISBN 2-85704-880-7)
- Faithful unto Death, 1996 – Adapté pour la télévision, en 1998, sous le titre Fidèle jusqu'à la mort (4e épisode de la saison 1) Publié en français sous le titre Ange de la mort, traduit par Véronique David-Marescot, éditions Pygmalion, coll. « Suspense », Paris, 2001, 398 p.,  (ISBN 2-85704-716-9)
- A Place of Safety, 1996 Publié en français sous le titre Un corbeau au presbytère, traduit par Véronique David-Marescot, éditions Pygmalion, coll. « Suspense », Paris, 2003, 333 p.,  (ISBN 2-85704-800-9)
- A Ghost in the Machine, 2004 Publié en français sous le titre Machinations infernales, traduit par Véronique David-Marescot, éditions Pygmalion, coll. « Suspense », Paris, 2005, 429 p.,  (ISBN 978-2-85704-960-9)

#### SérieBMX
- BMX Star Rider, éditions Hutchinson, 1985
- BMX'ers Battle It Out, éditions Hutchinson, 1985

#### Autres romans
- Fire Dance, 1982
- The Envy of the Stranger, 1984
- Murder at Madingley Grange, 1990
- Camilla: the King's Mistress: a Love Story, 1994, réédité en collection de poche, au Royaume-Uni, en 1995, sous le titre Camilla: the King's Mistress: a Royal Scandal Publié en français sous le titre Camilla : la maîtresse du roi : une histoire d'amour, éditions du Rocher, Monaco et Paris, 1994, 302 p. + 32 p. de planches illustrées,  (ISBN 2-268-01902-0)
- Camilla: Her True Story, éditions John Blake, 2001, 346 p.,  (ISBN 978-1-90340-201-6).
- Camilla and Charles: The Love Story, éditions John Blake, 2006, 352 p.,  (ISBN 978-1-85782-582-4).

## Sources
- Claude Mesplède, Dictionnaire des littératures policières, vol. 1 : A - I, Nantes, Joseph K, coll. « Temps noir », 2007, 1054 p. (ISBN 978-2-910-68644-4, OCLC 315873251), p. 872.